# 麻生興一
麻生 興一（あそう こういち、1986年3月15日 - ）は、日本のプロボクサー。第39代日本スーパーライト級王者。第41代OPBF東洋太平洋スーパーライト級王者。

## 来歴
2008年11月2日、後楽園ホールで行われた第65回東日本新人王トーナメントライト級部門決勝で細川バレンタインと対戦し、5回1-1（48-46、47-48、48-48）の判定で引き分けたが、規定により優勢点で細川が勝者扱いとなった。
2011年4月27日、後楽園ホールにて熊野和義に5回9秒でTKO勝ち。
2012年11月3日、酒井智彦とスーパーライト級8回戦を行ない、8回3-0（77-76、77-75、78-75）で判定勝ちした。
2013年7月24日、日本ウェルター級4位の尹文鉉と対戦し、8回1分31秒負傷判定2-1（76-65×2、75-76）で勝利した。
2014年7月28日、後楽園ホールで日本スーパーライト級タイトルマッチに挑み、チャンピオンの岡田博喜に10回0-3（3者共に94-96）で敗れた。
2016年4月19日、後楽園ホールで日本スーパーライト級タイトルマッチに挑み、チャンピオンの岡田博喜に7回2分15秒でTKO負けし、タイトル奪取に失敗した
2017年2月9日、後楽園ホールで日本スーパーライト級王座決定戦を行ない、同級2位の松山和樹（FLARE山上）に8回1分35秒TKO勝ちし、新チャンピオンに輝いた。
2017年6月8日、後楽園ホールで日本スーパーライト級タイトルマッチを行ない、同級1位の今野裕介（角海老宝石）に10回2分18秒TKO勝ちし、初防衛に成功した。
2017年12月14日、後楽園ホールで日本スーパーライト級タイトルマッチを行ない、挑戦者の同級6位の細川バレンタイン（角海老宝石）に10回0-3（95-96、94-95×2）で敗れた。
2021年12月14日、後楽園ホールでOPBF東洋太平洋スーパーライト級王者の内藤律樹(E&Jカシアス)を相手に7回にスタンディングカウントを奪い、9回2分50秒TKO勝ちで王座を獲得した。
2022年6月14日、後楽園ホールでOPBF東洋太平洋スーパーライト級9位の近藤明広と対決し、2回2分7秒TKO負けを喫し初防衛に失敗、王座から陥落した。

## 戦績
- プロボクシング：37戦25勝（16KO）11敗1分

| 戦           | 日付           | 勝敗 | 時間     | 内容        | 対戦相手                           | 国籍       | 備考                                                 |
| ------------ | -------------- | ---- | -------- | ----------- | ---------------------------------- | ---------- | ---------------------------------------------------- |
| 1            | 2006年6月28日  | ☆    | 4R 2:18  | TKO         | 山口佳孝（船橋ドラゴン）           | 日本       | プロデビュー戦                                       |
| 2            | 2006年9月4日   | ☆    | 3R 0:50  | TKO         | 笠井暢也（赤城）                   | 日本       |                                                      |
| 3            | 2007年6月13日  | ☆    | 3R 0:33  | TKO         | 天内祐樹（齋田）                   | 日本       |                                                      |
| 4            | 2007年8月17日  | ★    | 2R 1:09  | TKO         | 倉又章徳（船橋ドラゴン）           | 日本       | 第64回東日本ライト級新人王予選                       |
| 5            | 2007年12月19日 | ☆    | 4R       | 判定2-1     | 阿部孝洋（京葉）                   | 日本       |                                                      |
| 6            | 2008年5月27日  | ☆    | 4R       | 判定2-0     | 小竹雅元（三迫）                   | 日本       |                                                      |
| 7            | 2008年8月5日   | ☆    | 3R 2:21  | TKO         | 對馬智之（東拳）                   | 日本       |                                                      |
| 8            | 2008年9月26日  | ☆    | 4R       | 判定3-0     | 李豪哲（ワールドS）                | 日本       |                                                      |
| 9            | 2008年11月2日  | △    | 5R       | 判定1-1     | 細川バレンタイン（宮田）           | 日本       | 第65回東日本ライト級新人王決勝 ※優勢点により決勝敗退 |
| 10           | 2009年2月7日   | ☆    | 4R 2:53  | TKO         | 阿部ひろし（ワールド日立）         | 日本       |                                                      |
| 11           | 2009年6月14日  | ☆    | 4R 1:51  | 負傷判定3-0 | 中村拳人（山神）                   | 日本       |                                                      |
| 12           | 2010年2月19日  | ☆    | 4R 2:01  | TKO         | 森下裕己（協栄）                   | 日本       |                                                      |
| 13           | 2010年5月15日  | ★    | 2R 0:45  | TKO         | 小澤大将（全日本パブリック）       | 日本       |                                                      |
| 14           | 2010年11月2日  | ☆    | 8R 1:53  | TKO         | 菊地祐輔（新日本仙台）             | 日本       |                                                      |
| 15           | 2011年4月27日  | ☆    | 7R 0:09  | TKO         | 熊野和義（宮田）                   | 日本       |                                                      |
| 16           | 2011年7月6日   | ☆    | 6R       | 判定3-0     | 方波見吉隆（伴流）                 | 日本       |                                                      |
| 17           | 2011年10月15日 | ★    | 1R 1:37  | TKO         | 岩渕真也（草加有沢）               | 日本       | 2011年度最強後楽園スーパーライト級決勝               |
| 18           | 2012年2月28日  | ★    | 8R       | 判定0-3     | 小澤剛（18鴻巣）                   | 日本       |                                                      |
| 19           | 2012年7月10日  | ☆    | 6R       | 判定3-0     | 伊波・ファン・カスティーヨ（真正） | ペルー     |                                                      |
| 20           | 2012年11月3日  | ☆    | 8R       | 判定3-0     | 酒井智彦（マナベ）                 | 日本       |                                                      |
| 21           | 2013年2月27日  | ★    | 8R       | 判定0-3     | 梁正勲                             | 韓国       |                                                      |
| 22           | 2013年7月24日  | ☆    | 8R 1:31  | 負傷判定2-1 | 尹文鉉（ドリーム）                 | 日本       |                                                      |
| 23           | 2013年11月26日 | ☆    | 6R 2:31  | TKO         | 百田諭志（真正）                   | 日本       |                                                      |
| 24           | 2014年4月10日  | ☆    | 1R 1:06  | KO          | 稲垣孝（フラッシュ赤羽）           | 日本       |                                                      |
| 25           | 2014年7月28日  | ★    | 10R      | 判定0-3     | 岡田博喜（角海老宝石）             | 日本       | 日本スーパーライト級タイトルマッチ                   |
| 26           | 2015年4月1日   | ☆    | 7R 2:03  | TKO         | ガブリエル・ロヨ                   | フィリピン |                                                      |
| 27           | 2015年9月3日   | ☆    | 8R 1:00  | TKO         | 宮崎辰也（マナベ）                 | 日本       |                                                      |
| 28           | 2016年4月19日  | ★    | 7R 2:15  | TKO         | 岡田博喜（角海老宝石）             | 日本       | 日本スーパーライト級タイトルマッチ                   |
| 29           | 2017年2月9日   | ☆    | 8R 1:35  | TKO         | 松山和樹（FLARE山上）              | 日本       | 日本スーパーライト級王座決定戦                       |
| 30           | 2017年6月8日   | ☆    | 10R 2:18 | TKO         | 今野裕介（角海老宝石）             | 日本       | 日本王座防衛1                                        |
| 31           | 2017年12月14日 | ★    | 10R      | 判定0-3     | 細川バレンタイン（角海老宝石）     | 日本       | 日本王座陥落                                         |
| 32           | 2018年11月9日  | ☆    | 6R       | 判定3-0     | 佐藤矩彰（新日本木村）             | 日本       |                                                      |
| 33           | 2019年5月18日  | ★    | 8R       | 判定0-3     | 柳達也（伴流）                     | 日本       |                                                      |
| 34           | 2020年9月27日  | ☆    | 8R       | 判定2-0     | 山口祥吾（唯心）                   | 日本       |                                                      |
| 35           | 2021年12月14日 | ☆    | 9R 2:50  | TKO         | 内藤律樹（E&Jカシアス）            | 日本       | OPBF東洋太平洋スーパーライト級タイトルマッチ         |
| 36           | 2022年6月14日  | ★    | 2R 2:07  | TKO         | 近藤明広（一力）                   | 日本       | OPBF王座陥落                                         |
| 37           | 2023年3月20日  | ★    | 8R       | 判定1-2     | 大野俊人（石川ジム立川）           | 日本       |                                                      |
| テンプレート |                |      |          |             |                                    |            |                                                      |

## 獲得タイトル
- 第39代日本スーパーライト級王座(防衛1)
- 第41代OPBF東洋太平洋スーパーライト級王座(防衛0)